# 폴 레더
폴 레더(Paul Leder, 1926년 3월 25일 ~ 1996년 4월 9일)는 미국의 영화 감독, 배우, 각본가, 영화 프로듀서, 영상 편집자이다.
스프링필드에서 태어났으며 로스앤젤레스에서 사망하였다. 사인은 폐암이다.

## 영화
- 나이트메어 시티 (1994년)
- 복수의 동행자 (1993년)
- 살인 인형 (1993, The Baby Doll Murders)
- 누명 2 (1992, Frame-Up II: The Cover-Up)
- 누명 (1991, Frame Up)
- 자유의 투사 (1990년)
- 킹콩의 대역습 (1976년) - 디노 역